# Земляника лесная
Земляни́ка лесна́я, или Земляника обыкнове́нная (при переводе[кем?][откуда?]иногда: Дикая земляника, Европейская земляника; культурные сорта: Земляника альпийская) (лат. Fragária vésca) — вид растений рода Земляника семейства Розовые.

## Название
Название «земляника» происходит от старорусского слова «земляница»; название связано с особенностью зрелых плодов, которые висят близко к земле.

## Ботаническое описание

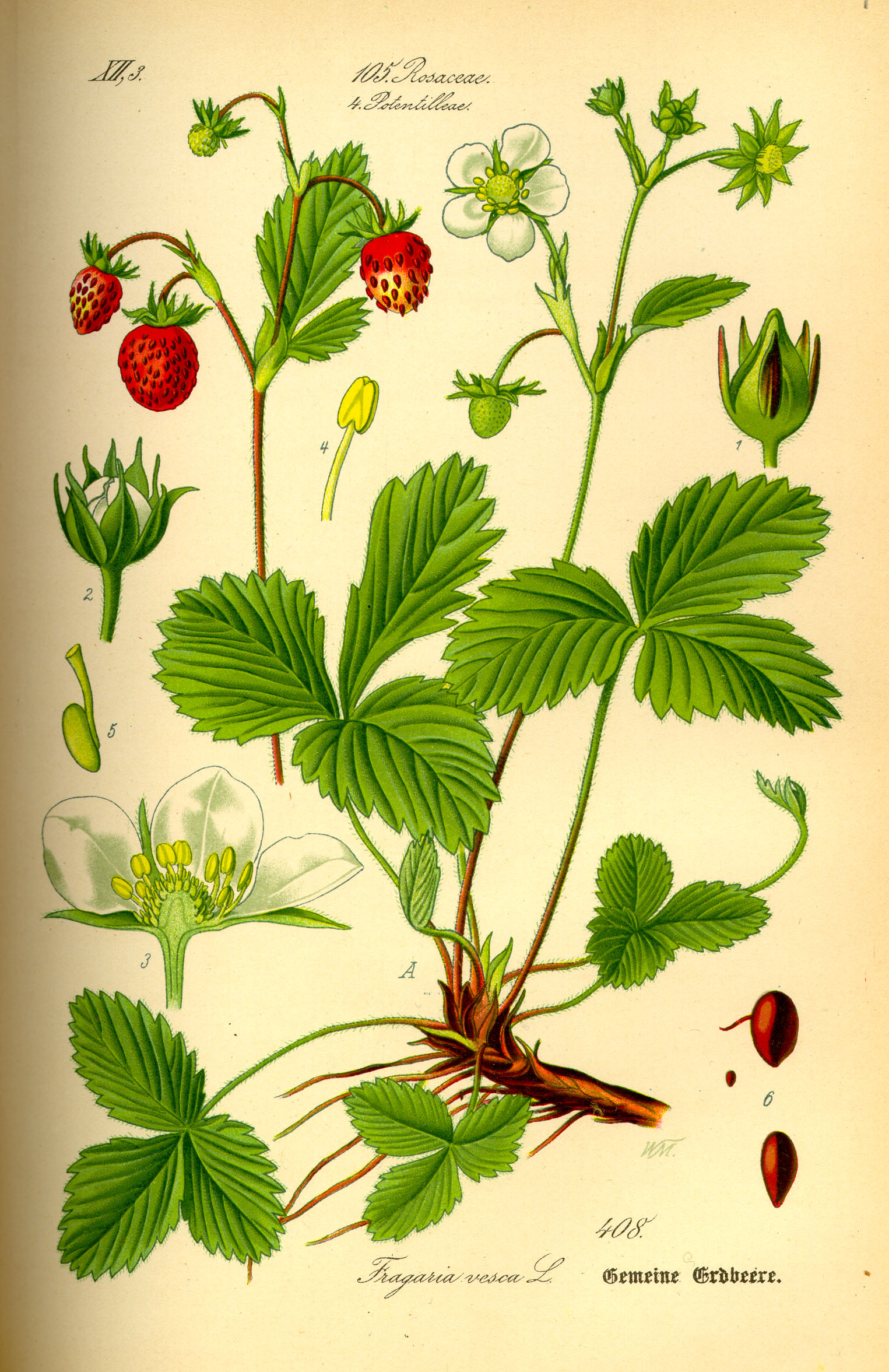
Ботаническая иллюстрация. Отто Вильгельм, книга «Flora von Deutschland, Österreich und der Schweiz», 1885 г.

Земляника лесная — многолетнее, поликарпическое, наземно-столонообразующее (ползучее), короткокорневищное растение, высотой 5-30 см.
Жизненная форма:
- По Раункиеру: гемикриптофит розеточный.
- По Серебрякову: наземные травы, поликарпические травы, травянистые поликарпики с ассимилирующими побегами не суккулентного типа, столонообразующие, столонообразующие травянистые многолетники.
- По Зазулину: иррумптивный, периодические формы, разбрасывающиеся виды, столонообразующие.
- По Смирновой: явнополицентрический.

### Корневище и корни
Корневище стелющее, толстое, покрыто бурыми прилистниками. От корневища отходят тонкие мочковатые придаточные корни и длинные нитевидные побеги, так называемые «усы», которые укореняются в узлах. В местах укоренения усов развиваются розетки длинночерешковых прикорневых листьев и выходят цветоносные стебли. Модель побегообразования — симподиально полурозеточная. Имеет вертикальное косое или горизонтально направленное апикально нарастающее эпигеогенное корневище, втягивающееся в почву за счёт контрактильной деятельности придаточных корней, которые образуются в течение всего лета. Эпигеогенное корневище покрыто остатками засохших прилистников.

### Листья
Прикорневые листья тройчатосложные длинночерешковые, листочки сидячие с крупными острыми зубцами. Листья сверху почти голые, снизу покрыты шелковистыми волосками.
Для F. vesca характерно, как правило, дициклическое развитие побега, то есть в течение первого года побег функционирует как вегетативный ассимилирующий, формируя зелёные листья, и только следующим летом переходит в генеративную фазу развития и отмирает. Развитие и формирование надземных побегов у земляники лесной проходят две фазы — фазу укороченного и фазу удлинённого побега. Укороченные надземные побеги — вегетативные, а удлинённые — генеративные. Вегетативный розеточный побег разворачивает тройчатосложные листья, весной и летом — длинночерешковые, осенью — короткочерешковые, листорасположение — прикорневая розетка. По анатомическому строению лист дорзовентральный, устьица находятся только на нижней стороне листа. Края листочков пильчатые. Средний листочек на коротком черешке, боковые листочки сидячие, косояйцевидные. Листья сверху тёмно-зелёные, более или менее голые, снизу сизовато-зелёные, мягкоопущенные.
В основании листьев имеются ланцетные, длиннозаострённые, цельнокрайные прилистники, «приросшие» к черешку. В пазухе листьев розеточного побега закладываются почки, которые развиваются в надземные столоны, побеги возобновления или длительное время остаются в состоянии покоя. Надземные столоны — ползучие побеги, служат для захвата территории и вегетативного размножения. Надземные столоны лишены зелёных листьев, стебли их тонкие, хрупкие, с очень длинными междоузлиями. Каждый столон состоит сначала из двух тонких длинных междоузлий; в узлах сидят два недоразвитых чешуевидных листа, из пазух которых могут вырастать без периода покоя боковые столоны, что приводит к ветвлению надземных столонов и способствует значительному увеличивают энергии вегетативного размножения. «Ус» от материнского побега до первой дочерней розетки формирует два междоузлия — гипоподий и мезоподий. Столоны последовательных порядков, вырастающие очень быстро, формируют длинный ус — симподий, по ходу которого без периода покоя образовываются дочерние розетки, число которых достигало 5-6 и даже более. Развивающиеся на конце надземных столонов розеточные побеги довольно быстро формируют собственную систему придаточных корней, укореняются, что приводит к становлению у земляники лесной явнополицентрической системы. Характерным признаком столонов является весьма непродолжительная длительность жизни — они отмирают в тот же сезон, при этом явнополицентрическая система нарушается. Материнское растение и образовавшиеся раметы ювенильного имматурного или виргинильного возрастного состояния продолжают самостоятельное существованию, проходя последовательно этапы онтогенеза, при этом у рамет имеет место сокращённый онтогенез.
F. vesca — растение с так называемыми открытыми почками, то есть лишёнными почечных чешуй. Заложение побега будущего года начинается в конце мая — начале июня, а к концу лета и к осени он уже сформирован полностью, включая соцветие и отдельные цветки. Весной, при образовании генеративного побега, в пазухе верхнего розеточного листа генеративного побега образуется дочерний боковой побег. Как правило, в течение первого лета он развивается как вегетативный ассимилирующий, образуя 3-4 крупных листа, отмирающих к октябрю и 1-2 короткочерешковых листьев осенне-зимней генерации, сохраняющихся в зелёном состоянии на весь зимний период. В пазухе нижних листьев вегетативного побега развиваются надземные столоны. Весной из верхушечной почки перезимовавшего побега развёртывается 1-2 стеблевых листа и соцветие, а из боковой почки, расположенной в пазухе листа розеточного побега — новый вегетативный побег, развивающийся по дициклическому типу.
Исследования земляники лесной выявили определённый спектр морфологической пластичности её особей. Особенности экотопа способствуют реализации особого типа программы роста побеговой системы у земляники лесной, что приводит к становлению адаптивных морфологических структур: удлинённых междоузлий, гипогеогенных побегов, запасающих корневищ.

### Генеративная система
Цветки пятичленные обоеполые белые, собранные в малоцветковые рыхлые зонтиковидные или щитковидные соцветия, выходящие из пазух простых, иногда двойных, крупнозубчатых яйцевидных листьев. Чашечки остаются при плодах.
Плод — многоорешек, образующийся из разрастающегося, сросшегося с чашечкой цветоложа, в мякоть которого погружены мелкие орешки. Такой плод часто называют «земляничиной».

### Генетика
По числу хромосом (Darrow, 1966; Скотт, Лоуренс, 1981): диплоид (2n = 14).
Геном земляники лесной был секвенирован. Он содержит 34809 генов, что примерно в полтора раза больше, чем в геноме человека.

## Распространение и экология

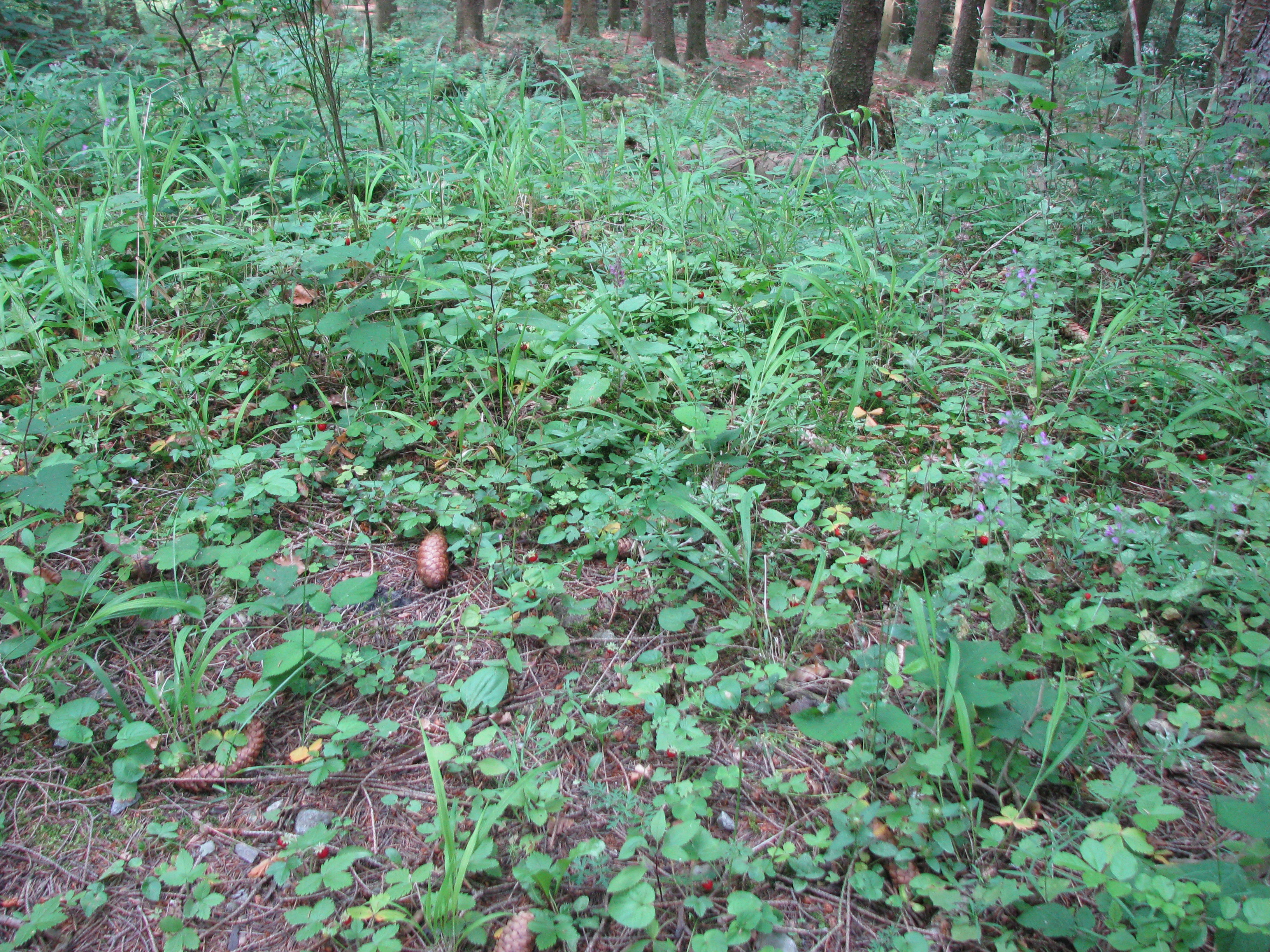
Земляника лесная в лесу

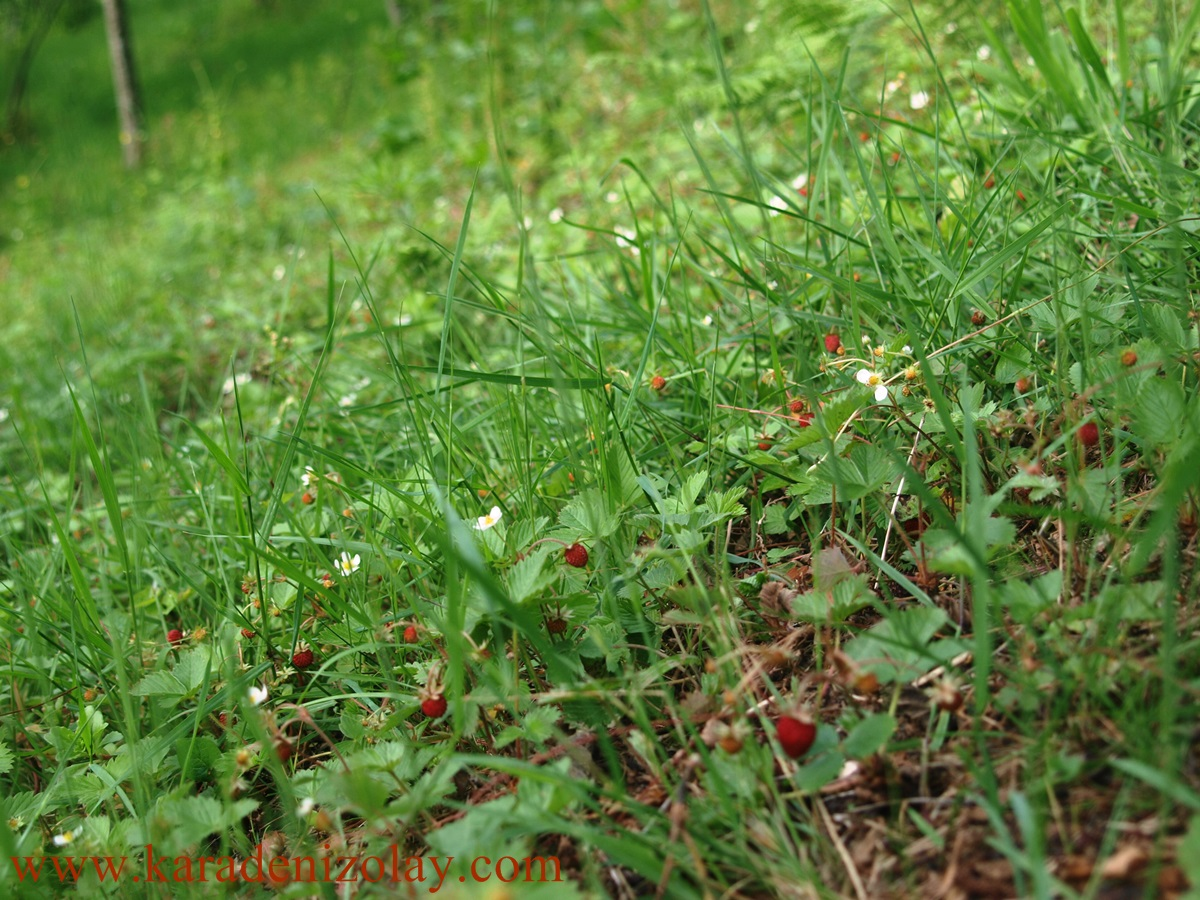
Земляника лесная на косогоре

Растение распространено в лесной и лесостепной зонах в европейской части России, в Западной и Восточной Сибири, Белоруссии, Украине, Прибалтике, Казахстане, на Кавказе и в ряде других областей Евразии. Оно также интродуцировано и натурализовалось в Северной Африке, Северной и Южной Америке.
Земляника лесная растёт на опушках, в осветлённых лесах, на лесных вырубках и среди кустарников.
В природе у земляники выделяют несколько экотипов, произрастание которых приурочено к определённым географо-климатическим условиям и различным местообитаниям: лесная, луговая, северная скальная, южная горная, южная яровая. Пересаженные в культуру особи различных экотипов устойчиво сохраняли особенности морфологической структуры и физиологических процессов в течение ряда лет при клоновом и семенном размножении.
Земляника лесная довольно пластичный вид, способный произрастать в условиях, резко различающихся по ряду экологических параметров. Согласно экологическим шкалам Д. Н. Цыганова (1983), по шкале солевого режима почвы она встречается в диапазоне от очень бедных почв до богатых почв, по шкале кислотности почв — от очень кислых почв до слабощелочных, по шкале богатства почв  азотом — от бедных до богатых азотом почв, по шкале переменности увлажнения почв — на почвах со слабо переменным увлажнением до почв с сильно переменным увлажнением. По шкале освещенности-затенения этот вид также отличается широтой диапазона признака — от типа светового режима открытых пространств (травяных, моховых, лишайниковых, реже кустарничковых и переходных между ними фитоценозов, а также участков без растительного покрова), до переходного между типом тенистых лесов (темнохвойных и широколиственных средней сомкнутости) и особо тенистых лесов (некоторых особо высокосомкнутых темнохвойных и широколиственных лесов).

## Химический состав
В листьях растения содержатся витамины группы B, аскорбиновая кислота, каротиноиды, органические кислоты (лимонная, хинная, яблочная), сахара, следы эфирных масел, флавоноиды в количестве до 2 % (в основном рутин), дубильные вещества (до 9 %), соли железа, марганца, кобальта, фосфора.
Плоды содержат (по данным 4 образцов) 83,58 % и 16,42 % сухого остатка. Сухой остаток состоит на 1,04 % из золы и 3,75 % клетчатки, пентозанов 1,33 %, общее количество сахаров 4,32 %, протеина 1,80 %. Общая кислотность 1,89 %, таннидов и красителей 0,24 %. Кроме того плоды содержат фолиевую кислоту, пектиновые вещества.
В плодах содержится от 16 до 54 мг % аскорбиновой кислоты. Листья богаче — содержат от 260 до 388 мг % аскорбиновой кислоты.

## Хозяйственное значение и использование

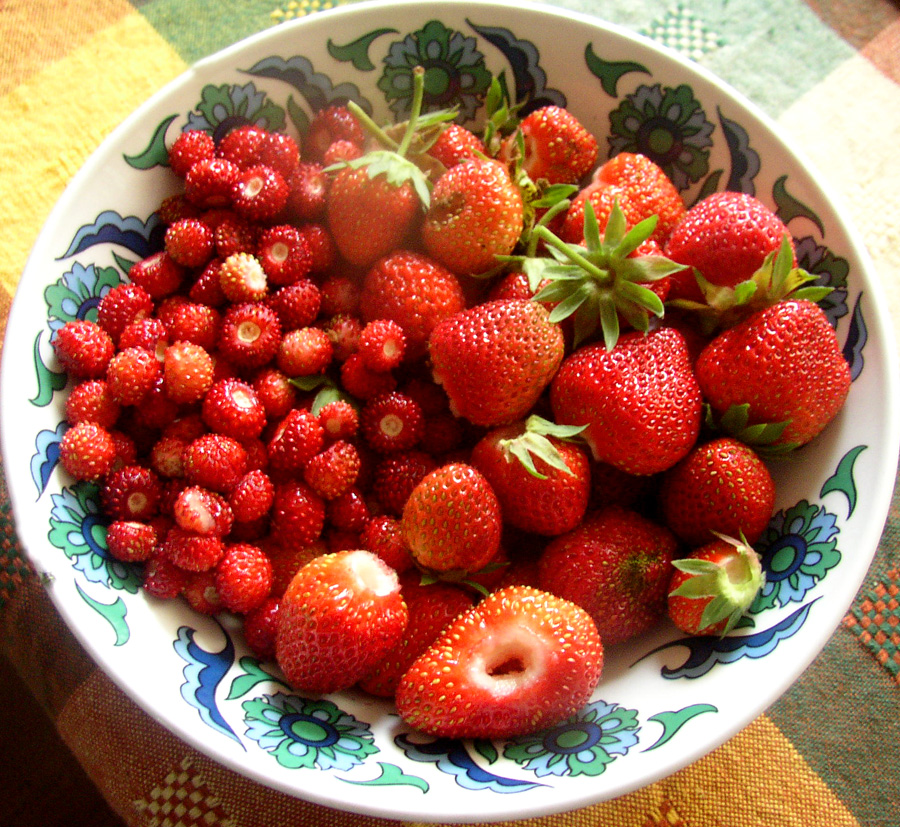
Земляника лесная (слева, мельче) и земляника садовая (справа, крупная)

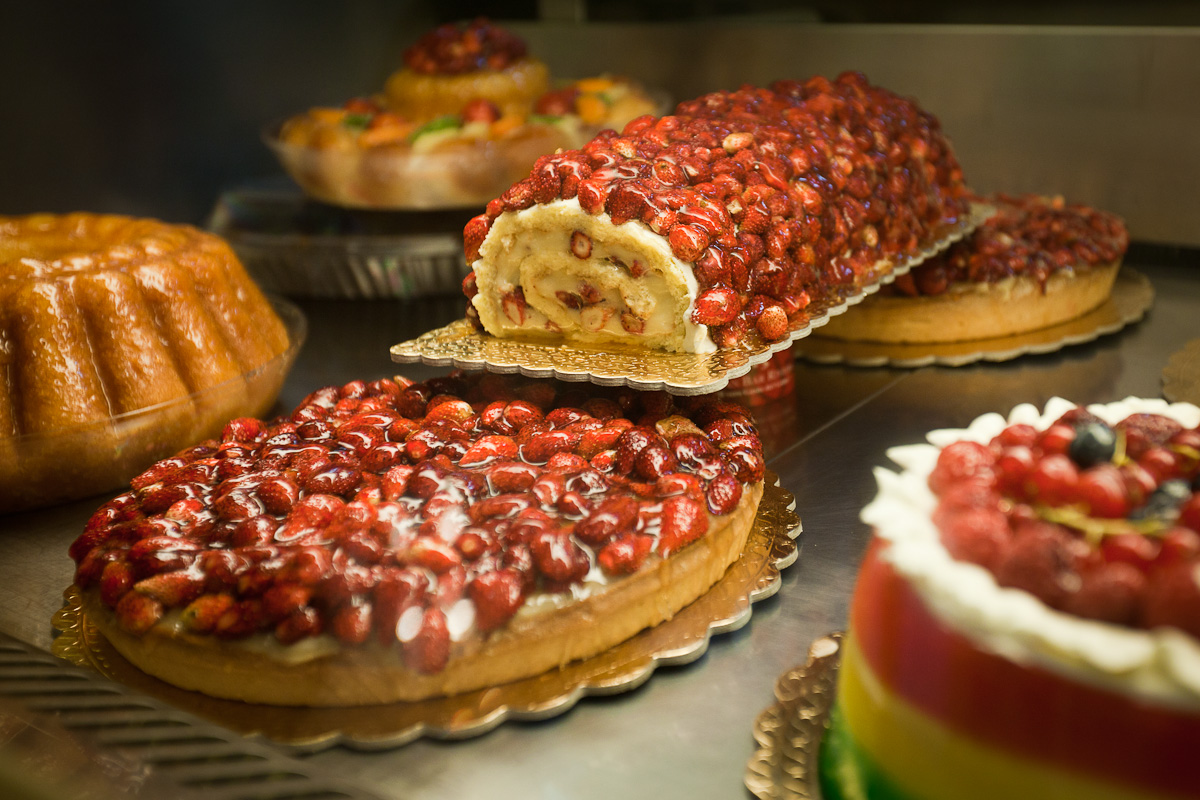
«Ягоды» земляники лесной также применяются в кулинарии

### В садоводстве
Плоды растения издревле употребляются человеком в пищу. Существуют свидетельства её употребления человеком ещё в мезолите.

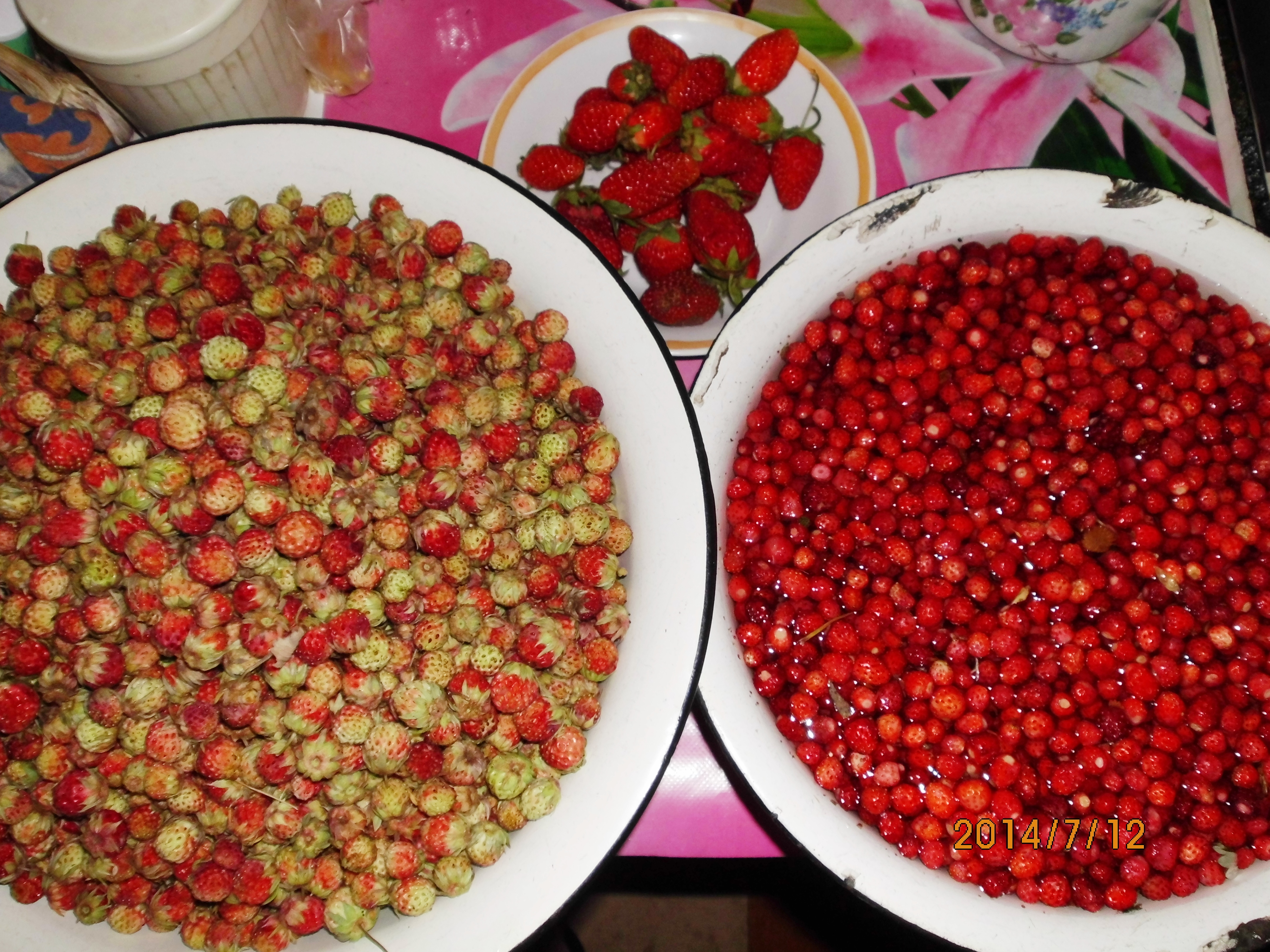
Плоды (многоорешки) земляник трёх видов собранные в одной местности в один день на Среднем Урале в Челябинской области. Снизу 2 вида — дикорастущие, 1 вид посередине в маленькой тарелочке — возделываемый в саду, в диком виде не встречающийся

Разновидность земляники лесной, т. н. земляника альпийская (выделяемая некоторыми систематиками как самостоятельный ботанический таксон Fragaria vesca var. alpina), дала начало нескольким сортам земляники, выращиваемым в культуре. Плоды культурной земляники альпийской намного мельче плодов земляники садовой и имеют более сильный и богатый аромат, близкий к аромату земляники лесной.
- 'Александрия '. Используется как бордюрное растение. Отличительные особенности: мелкоплодность, ремонтантность, не образует усов[16].
- 'Лесная Сказка'. Используется как бордюрное растение. Отличительные особенности: мелкоплодность, не образует усов[16].
- 'Приятный Сюрприз'. Используется как бордюрное растение. Отличительные особенности: ремонтантность, мелкоплодность, ягоды жёлтого и красного цвета, не образует усов[16].
- 'Фресно'. Используется как бордюрное растение. Отличительные особенности: мелкоплодность, ремонтантность, не образует усов[16].
- 'Холидей'. Используется как бордюрное растение. Отличительные особенности: мелкоплодность, ягоды жёлтого цвета, не образует усов[16].

### В медицине
В качестве лекарственного сырья используют лист земляники (лат. Folium Fragariae). Листья собирают во время цветения растения, срезая их с черешками длиной не более 1 см. Они имеют кисловато-вяжущий вкус и слабый своеобразный запах. Сушат в сушилках при температуре 45 °С или в хорошо проветриваемых помещениях. Срок хранения 1 год. Применяют также плоды земляники лесной (лат. Fructus Fragariae). Их собирают зрелыми, сушат, провяливая на воздухе или 4—5 часов в сушилках при температуре 25—30 °С, затем досушивают при 45—65 °С, рассыпав тонким слоем на ситах или решётах.
В медицине свежие плоды используют при гипертонической болезни, атеросклерозе, язве желудка, гастрите, анемии, подагре. Настой плодов и листьев используют как мочегонное и поливитаминное средство, при лечение подагры, почечных и печеночных камней. Водным настоем листьев полоскают рот при ангине и запахе изо рта.

### Другое
Второстепенный медонос: медоносные пчёлы берут с цветков нектар и пыльцу. Один цветок содержит 0, 286 мг сахара в нектаре. На 1 м² насчитывается их от 20 до 35 шт.
Плоды излюбленный корм для рябчика (Tetrastes bonasia). Крупный рогатый скот поедает удовлетворительно, алтайским маралом (Cervus elaphus sibiricus Severtzow) слабо, лошади не едят, овцы и свиньи поедают. Слабо устойчива к выпасу. Хорошо поедается в летнее время зайцем.
В ветеринарии плоды используют в качества витаминного средства. Отвар ягод с листьями применяют от поноса и цинги. Настой листьев рекомендуют при маточных кровотечениях, подагре, почечно-каменной и мочекаменной болезнях, болезни печени и селезёнки, при атеросклерозе. Отвар из листьев применяют в виде компрессов при мокнущих и кровоточащих ранах.
| |  |  |  |  |
| Земляника лесная (Fragaria vesca), слева направо: вид плодоносящих растений; плоды дикорастущих растений; культурный сорт «Белоснежка», выращиваемый в садах; плоды и листья (справа для сравнения - Клубника луговая) |  |  |  |  |

## Классификация

### Таксономия
- Fragaria vesca L., 1753, Sp. Pl. : 494

Вид Земляника лесная относится к роду Земляника (Fragaria) и включается в семейство Розовые (Rosaceae) порядка Розоцветные (Rosales), последовательно входящего в более крупные клады Фабиды → Розиды → Суперрозиды → Эвдикоты → Цветковые растения. Таксономическая схема в соответствии с Системой APG IV по состоянию на июнь 2024 года:
|  |                          |  |                                   |                                   |                   |  | еще 8 семейств | еще 8 семейств |                      |  |                         |  | еще 27 подтвержденных видов и 64 вида, ожидающих подтверждения | еще 27 подтвержденных видов и 64 вида, ожидающих подтверждения |  |
|  |                          |  |                                   |                                   |                   |  | еще 8 семейств | еще 8 семейств |                      |  |                         |  | еще 27 подтвержденных видов и 64 вида, ожидающих подтверждения | еще 27 подтвержденных видов и 64 вида, ожидающих подтверждения |  |
|  |                          |  |                                   | порядок Розоцветные               |                   |  |                |                | род Земляника        |  |                         |  |                                                                |                                                                |  |
|  |                          |  |                                   | порядок Розоцветные               |                   |  |                |                | род Земляника        |  | 3 внутривидовых таксона |  |                                                                |                                                                |  |
|  | клада Цветковые растения |  |                                   |                                   | семейство Розовые |  |                |                | вид Земляника лесная |  |                         |  |                                                                |                                                                |  |
|  | клада Цветковые растения |  |                                   |                                   |                   |  |                |                |                      |  |                         |  |                                                                |                                                                |  |
|  |                          |  | ещё 63 порядка цветковых растений | ещё 63 порядка цветковых растений |                   |  |                | еще 116 родов  | еще 116 родов        |  |                         |  |                                                                |                                                                |  |
|  |                          |  |                                   | ещё 63 порядка цветковых растений |                   |  |                |                | еще 116 родов        |  |                         |  |                                                                |                                                                |  |

### Внутривидовые таксоны
- Fragaria vesca subsp. americana (Porter) Staudt
- Fragaria vesca subsp. bracteata (A.Heller) Staudt
- Fragaria vesca subsp. vesca

### Синонимы
- Fragaria semperflorens Duchesne
- Fragaria sylvestris (L.) Duchesne
- Fragaria vesca f. eflagellis (Duchesne) Staudt
- Fragaria vesca f. semperflorens Jamin
- Fragaria vesca f. vesca
- Fragaria vesca subsp. semperflorens (Duchesne) Bertsch & F.Bertsch
- Fragaria vesca var. alba Dudley
- Fragaria vesca var. hortensis (Duchesne) Ser.
- Potentilla vesca (L.) Scop.